# Hyponatremie
Hyponatremie je porucha složení vnitřního prostředí organismu. Konkrétně jde o snížení koncentrace sodného iontu (Na+) v krvi, resp. v krevní plazmě pod hodnotu 135 mmol/l. Je poměrně častá, vyskytuje se u 4 % zdravých starších lidí, u hospitalizovaných pacientů je častější, u některých chorob až u poloviny pacientů.

## Klasifikace
V závislosti na hloubce poklesu je rozlišována hyponatrémie mírná (130 až 135 mmol/l), střední (125 až 129 mmol/l) a těžká (pod 125 mmol/l). Jindy je rozlišována lehká (nad 120 mmol/l) a těžká (pod 120 mmol/l) forma. Podle rychlosti nástupu se rozlišuje hyponatremie akutní (vyvinula se během 48 hodin) a chronická (trvá déle než 48 hodin). Rozdělení vychází z poznatku, že při déletrvající hyponatremii se koncentrace iontů v buňkách přizpůsobí koncentraci v mezibuněčné tekutině. Příčiny, projevy a léčba kromě toho závisí na relativním množství mezibuněčné (extracelulární) tekutiny v organismu, rozlišuje se typ hypovolemický (nedostatek tekutin, dehydratace), euvolemický (normální objem tekutin) a hypervolemický (nadbytek tekutin).

## Příčiny
Příčiny hyponatremie i případná léčba závisí na relativním množství tekutin v organismu. Hypovolemická hyponatremie může být způsobená pocením, průjmem nebo zvracením, diuretiky a některými dalšími léky, primární nedostatečností nadledvin, syndromem mozkového plýtvání solí, nebo onemocněním ledvin. Euvolemická hyponatremie může být způsobena syndromem neadekvátní antidiurézy, sekundární nedostatečností nadledvin, hypotyreózou nebo vysokým příjmem vody spojeným s nedostatečným příjmem elektrolytů a/nebo bílkovin. Příčinou hypervolemické formy může být selhání ledvin, srdeční selhání, jaterní cirhóza nebo nefrotický syndrom. Vážné případy hyponatremie jsou spojovány s konzumací drogy Extáze.

## Příznaky
Chronická hyponatremie v lehčí formě (nad 120 mmol/l) může být provázena jen mírnými příznaky, které lze snadno přehlédnout. Největším rizikem jsou poruchy pozornosti, nejistota chůze a pády, mohou se objevit bolesti hlavy, deprese, dyskalkulie a další poruchy kognitivních funkcí. Trvá-li chronický stav delší dobu, hrozí osteoporóza v důsledku vyplavování minerálů z kostí a s tím související fraktury. Důsledkem akutní hyponatremie je otok mozku, který se projevuje bolestmi hlavy, zmateností nebo nevolností, v horších případech zvracením, zvýšenou ospalostí (somnolence), křečemi, případně komatem a může způsobit smrt. Příznaky však mohou být způsobeny jinou (primární) chorobou. 

## Léčba
Akutní těžká hyponatremie obvykle vyžaduje hospitalizaci, zejména v případě závažných příznaků. Léčba se v první řadě (zejména u akutní a těžké formy, kdy je pacient v nebezpečí smrti) zaměřuje na obnovení rovnováhy, tj. zvýšení koncentrace Na+ a úpravu množství tělních tekutin. Je nutná opatrnost a pravidelný monitoring, protože příliš rychlý nárůst koncentrace může být nebezpečný. Teprve jsou-li příznaky mírné (i v případě chronické formy) se hledá primární příčina, na kterou se zaměřuje navazující léčba.

## Otrava vodou
Hyponatremie způsobená nadměrným příjmem vody (hypotonických tekutin) se nejčastěji objevuje ve sportu. V minulosti mnoho závodníků utrpělo během závodu nebo po něm kolaps, nebo se u nich objevila zmatenost a dezorientace. Při analýze těchto případů formuloval jako první Noakes v roce 1985 své podezření, že se jedná o „otravu vodou“. Dnes je tedy tento syndrom nazýván hyponatrémií (EAH), která je způsobená nadměrným příjmem tekutiny při stresové situaci. Ta vyvolá prudký pokles Na+ v krvi. Jako kritická je považována hodnota krevního sodíku 130 mmol/l nebo méně.
Příznaky jsou podobné dehydrataci. Mírný pokles sodíku často nebývá zaznamenán. U vyššího poklesu sportovec trpí nevolností, únavou a dezorientací v čase i prostoru. Pokud koncentrace sodíku klesne pod kritickou hranici, může tento stav vyústit v edém mozku a plic, který je provázen zvracením, bolestmi hlavy, křečemi, může se také dostavit respirační insufience a snížení citlivosti.

## Schwartz Barterův syndrom
Schwartz Barterův syndrom, též syndrom inadekvátní produkce ADH (SIADH), může být paraneoplastickým projevem při některých nádorových onemocněních. Zvýšená produkce ADH vede k zadržování vody v těle a tím k poklesu koncentrace sodíku.

## Ztráty potem
V roce 2002 na Bostonském maratonu vyšetřovali vědci přes 400 zkolabovaných závodníků. Zjistili, že mnoho z nich bylo blízko smrti z nedostatku kationtu sodíku (NaCl = chlorid sodný, kuchyňská sůl). Během závodu maratonec vypotí 3 a více litrů potu a s ním také sůl. Nedostatek soli se projevuje jako žízeň, a tak závodník na občerstvovacích stanicích podél trati stále více pije, příjem vody bez soli ale problém ještě prohloubí. Může nastat „naředění“ vnitřního prostředí a kolaps.